# Andrzej Wernic

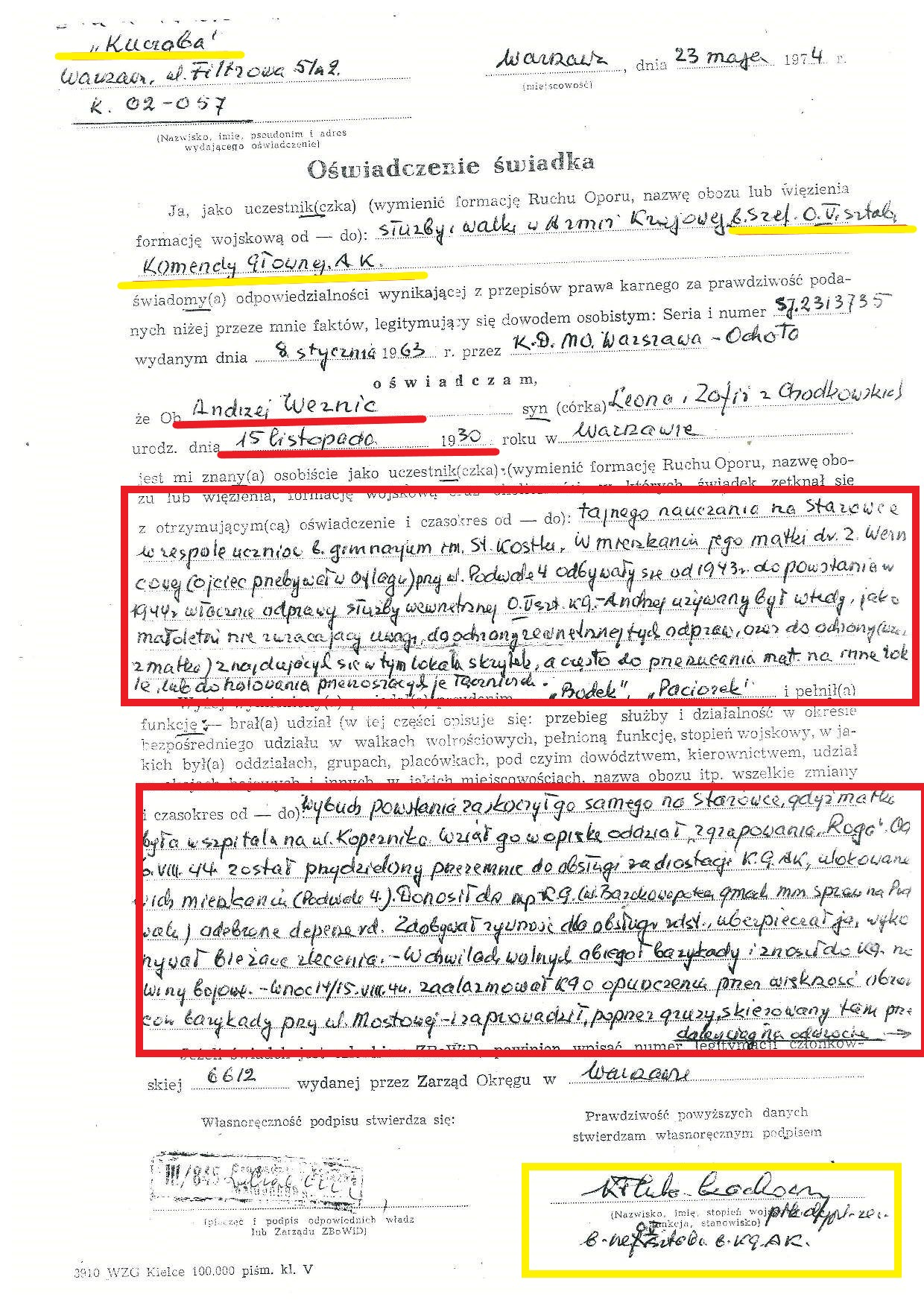
Oświadczenie płk. Kazimierza Pluty Czachowskiego "KUCZABA" na temat służby Andrzeja Wernica w Armii Krajowej, w Powstaniu Warszawskim

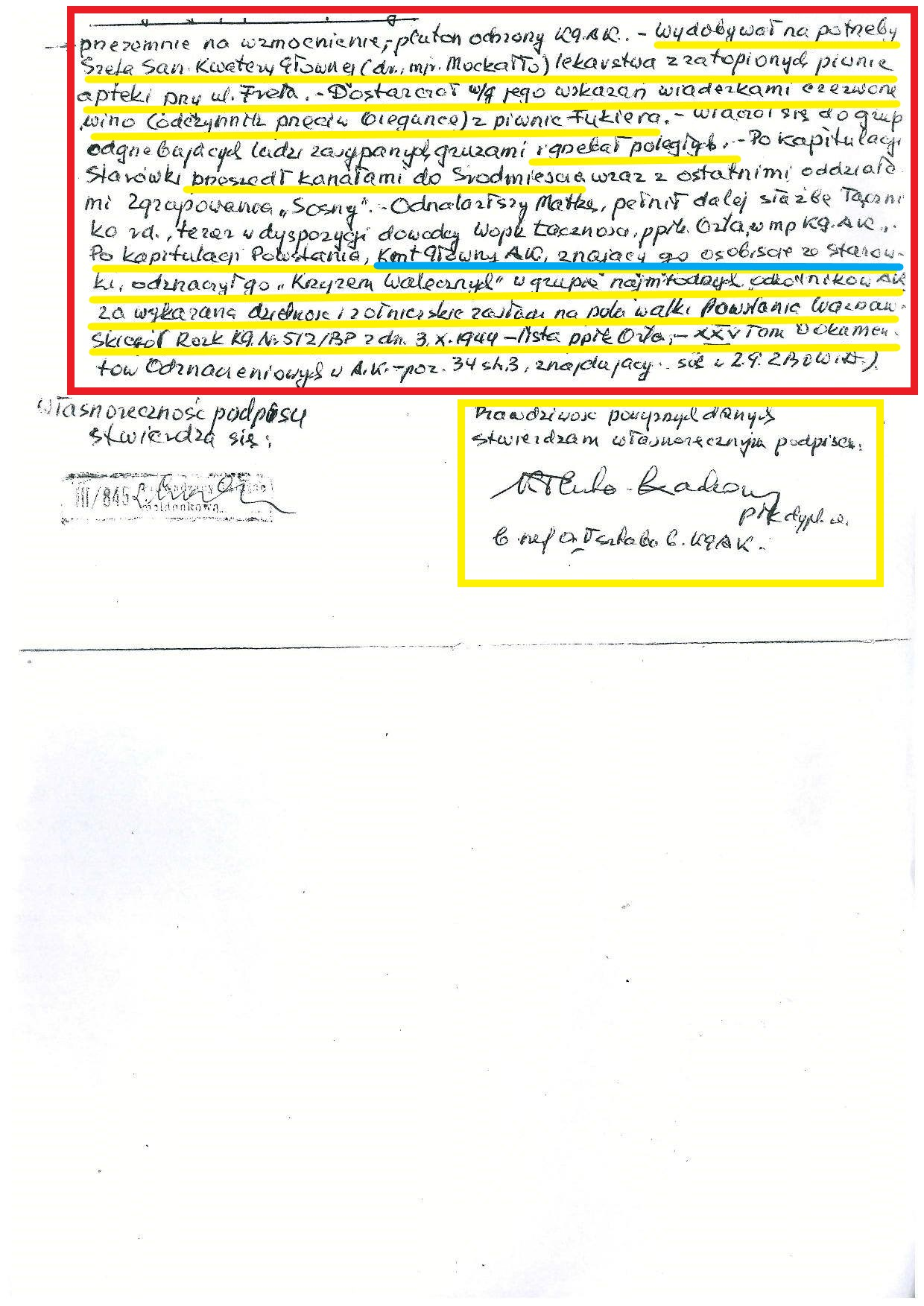
Oświadczenie płk. Kazimierza Pluty Czachowskiego "KUCZABA" na temat służby Andrzeja Wernica w Armii Krajowej, w Powstaniu Warszawskim cz. 2

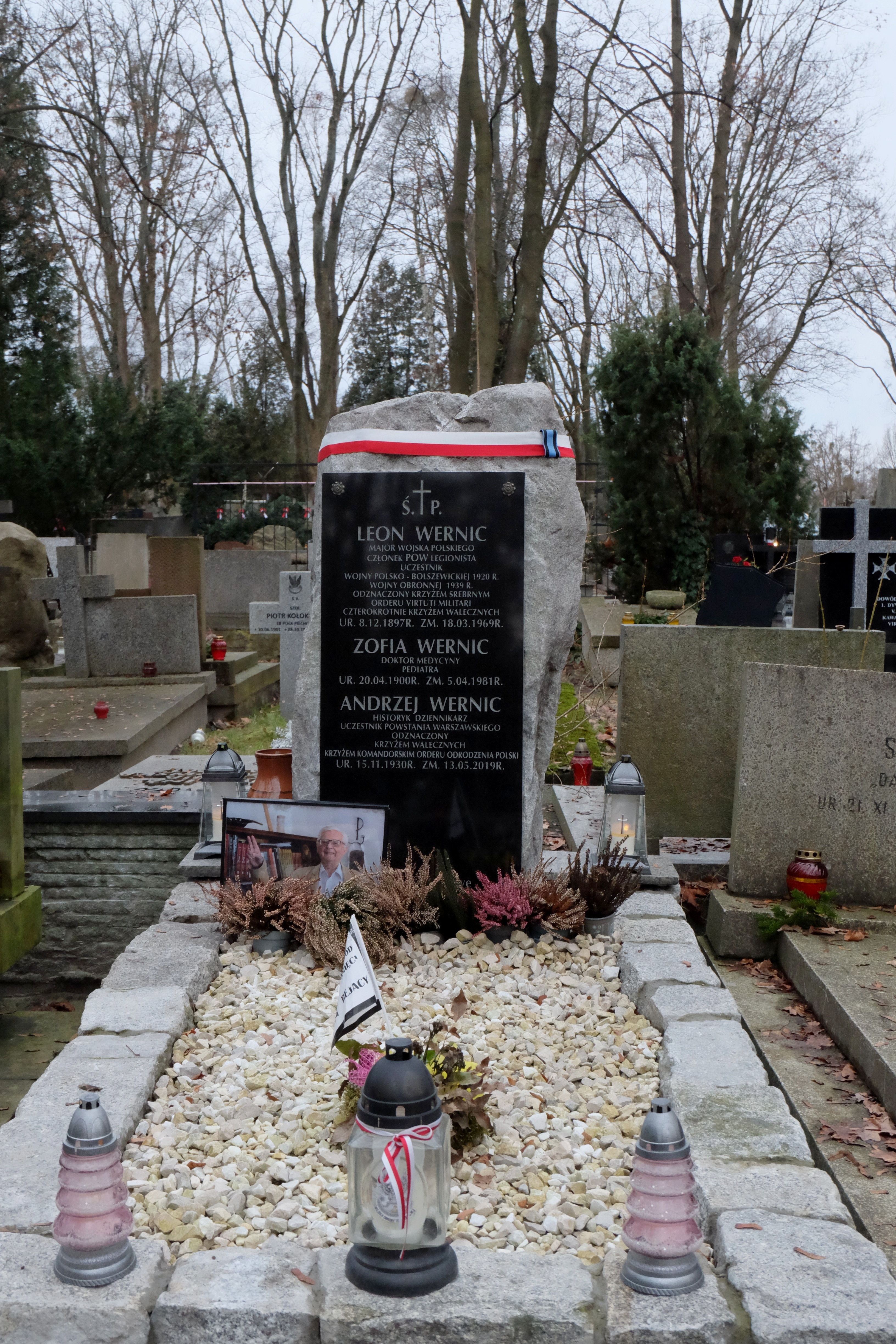
Grób Andrzeja Wernica i jego rodziców na Cmentarzu Wojskowym na Powązkach

Andrzej Leszek Wernic, ps. „Paciorek” (ur. 15 listopada 1930 w Warszawie, zm. 13 maja 2019)) – polski dziennikarz, publicysta, historyk, uczestnik powstania warszawskiego.

## Życiorys
W latach 1933–1937 przebywał wraz z rodzicami w Brzeżanach i Gnieźnie, gdzie jego ojciec, oficer zawodowy Wojska Polskiego, pełnił służbę wojskową. Od 1937 mieszkał w Warszawie. Podczas okupacji wraz z matką i starszym bratem Zbigniewem (ur. 1925 r.)  mieszkał w Warszawie na Starym Mieście przy ul. Podwale 4. Mieszkanie było miejscem tajnego nauczania szkoły (powszechnej, gimnazjum i liceum im. Stanisława Kostki), do której uczęszczał wraz z bratem, a także konspiracyjnych spotkaniach 7pp. "GARŁUCH". Mieszkanie  przy ul. Podwale 4 było także miejscem spotkań V oddziału Komendy Głównej Armii Krajowej (dowódca Pułkownik Kazimierz Pluta - Czachowski "KUCZABA"- szef V oddziału KG AK dowodzenia i łączności). Wybuch Powstania Warszawskiego zaskoczył go samego na Starym MIeście, gdyż matka była w szpitalu przy ul. Kopernika. Na Starym Mieście wziął go w opiekę oddział Zgrupowania AK "RÓG". Od 1 sierpnia 1944 r. do 12 sierpnia 1944r. przebywał w mieszkaniu przy ul. Podwale 4 jako obsługa radiostacji KG AK. Do tego zadania przydzielił go płk. Kazimierz Pluta-Czachowski "KUCZABA" Donosił do KG odebrane depesze, zdobywał żywność dla obsługi radiostacji, ubezpieczał ją, wykonywał bieżące zlecenia. W chwilach wolnych obiegał barykady i zanosił do KG nowiny bojowe. W nocy z 14 na 15 sierpnia 1944 r. zaalarmował KG o opuszczeniu przez większość obrońców barykady przy ul. Mostowej i zaprowadził, poprzez gruzy skierowany tam na wzmocnienie pluton obrony KG AK. Wydobywał na potrzeby Szefa Sanitariatu KG AK Dr. mjr. Mocakałło lekarstwa z zatopionych piwnic apteki przy ul. Freta. Dostarczał według jego wskazań wiaderkami czerwone wino - odczynnik przeciw biegunce. Włączał się do grup odgrzebujących ludzi zasypanych pod gruzami i grzebał poległych. Po kapitulacji Starówki przeszedł kanałami do Śródmieścia wraz z ostatnim oddziałem Zgrupowania "Sosny". Odnalazłszy Matkę, pełnił dalej służbę łącznika radiostacji, teraz w dyspozycji dowódcy Wojsk Łączności, ppłk. Jerzego Uszyckiego "ORT". Po Kapitulacji Powstania Warszawskiego, Komendant Główny Armii Krajowej, znający go osobiście ze Starego Miasta odznaczył go Krzyżem Walecznych w grupie najmłodszych "ochotników" Armii Krajowej, za wykazaną dzielność i żołnierskie zasługi na polu walki Powstania Warszawskiego ( Rozk. KG. Nr 512/BP z dn. 3.X. 1944 - lista ppłk. "ORTA" - XXV Tom Dokumentów Odznaczeniowych w AK - poz. 34 str.3)  Po II wojnie światowej ukończył VI Liceum Ogólnokształcące im. Tadeusza Reytana w Warszawie (1950) i studia na Katolickim Uniwersytecie Lubelskim (praca magisterska 1957). W 1956 rozpoczął pracę w zespole prasy Stowarzyszenia „Pax” („Wrocławski Tygodnik Katolików”, „Słowo Powszechne”). 
W 1981 wraz z grupą działaczy i dziennikarzy Stowarzyszenia „Pax” sprzeciwił się stanowi wojennemu w Polsce, po czym został zwolniony z pracy w redakcji „Słowa Powszechnego” i usunięty ze Stowarzyszenia „Pax”. Pracował w firmie TAKON, zajmującej się truciem owadów, oraz w tygodniku „Ład”. W latach 1988–1990 współpracował z dziennikiem „Rzeczpospolita”, a w latach 1990–1994 z miesięcznikiem „Polska Zbrojna”. Od 1997 do 2006 pełnił funkcję redaktora naczelnego miesięcznika „Nasz Los”, wydawanego przez Związek Więźniów Politycznych Okresu Stalinowskiego. 
Od 1960 członek Stowarzyszenia Dziennikarzy Polskich. W latach 1961–1989 rozpracowywany przez Służbę Bezpieczeństwa PRL. Pochowany na Cmentarzu Wojskowym na Powązkach w Warszawie (kwatera B 18, rząd 1, grób 29).

## Rodzina
Syn majora dyplomowanego WP Leona Leszka Wernica (1897–1969), wnuk lekarza dermatologa Leona Wernica (1870–1953), bratanek pisarza Wiesława Wernica (1906–1986). Miał synów Cezarego i Marka oraz córkę Joannę Wernic-Makowską. W 2019 rodzina Andrzeja Wernica przekazała jego prywatne archiwum do Archiwum Akt Nowych w Warszawie.

## Odznaczenia i wyróżnienia
- Krzyż Walecznych[3]
- Srebrna odznaka „Zasłużony dla Warszawy”[3]
- Krzyż Komandorski Orderu Odrodzenia Polski (2020, pośmiertnie, „za wybitne zasługi w pielęgnowaniu pamięci o najnowszej historii Polski, za osiągnięcia w pracy dziennikarskiej i publicystycznej”)[8]